# كليف ميلي
كليف ميلي (بالإنجليزية: Cliff Meely)‏ مواليد 10 يوليو 1947 في روسدل - الوفاة 29 مايو 2013، كان لاعب كرة سلة أمريكي.

## المسيرة الاحترافية
لعب مع هيوستن روكتس من سنة 1971 إلى 1976، ثم لعب مع لوس أنجلوس ليكرز في سنة 1976، ثم لعب مع سباستياني باسكت رييتي في الدوري الإيطالي من سنة 1977 إلى 1979، ثم لعب مع ميلوز في موسم 1979–1980، ثم لعب مع لاتسيو في موسم 1980–1981.

## روابط خارجية
- كليف ميلي على موقع إن بي أي (الإنجليزية)
- كليف ميلي على موقع سبورتس رفرنس (الإنجليزية)
- كليف ميلي على موقع كلية كرة السلة في سبورتس رفرنس.كوم (الإنجليزية)
- كليف ميلي على موقع ريلجم (الإنجليزية)
- كليف ميلي على موقع بروبوليرز (الإنجليزية)